# Umm Ali
L'umm Ali od om Ali (in egiziano ام على) è un dolce egiziano. 

## Etimologia
Il nome del piatto significa "la mamma di Alì" si riferisce alla prima moglie del re di una dinastia Ayyubide.

## Descrizione
Si tratta di un impasto a base di pane oppure una pasta sfoglia imbevuta di latte caldo e insaporita con cannella, cocco in polvere, pistacchi e uva passa. L'umm Ali può essere consumato caldo o freddo.

## Piatti simili
Esistono diversi piatti simili all'umm Ali fra cui una contenente panna. In altre parti del mondo esistono piatti simili fra cui la khumaiaa, una variante irachena del dolce egiziano, e il pudding di pane e burro inglese, che a differenza dell'umm Ali contiene le uova.